# Kelenken (mythologie)
Kelenken is een demon uit de mythologie van de Tehuelche, de inheemse bevolking van Patagonië. Hij wordt gezien als de brenger van pijn en ziekte en wordt voorgesteld als een gigantische roofvogel, waardoor Kelenken, de grootste bekende schrikvogel, naar hem vernoemd werd.

## Ontstaan
Volgens de Tehuelche is de nacht (Tons) de legendarische moeder van kwade geesten. Toen de zon en de maan bij elkaar kwamen, bedekte de nacht snel de aarde, toen de twee uit elkaar gingen verliet ze de aarde weer. Hierdoor ontstonden de drie broers Axshem, de brenger van pijn, Maip, de drager van angst en ongeluk, en Kelenken.